# ヴァルマーラ
ヴァルマーラ（伊: Valmala）は、イタリア共和国ピエモンテ州クーネオ県ブスカにある分離集落（フラツィオーネ）。
かつては独立した自治体（コムーネ）であったが、2019年1月1日、近隣のブスカと合併し、新自治体の一部となった。

## 地理

### 位置・広がり
| コムーネとしてのヴァルマーラは、以下のコムーネと隣接していた。 - ブロッサスコ - ブスカ - メッレ - ロッカブルーナ - ロッサーナ - ヴェナスカ - ヴィッラール・サン・コスタンツォ |